# Sphenomorphus sabanus
Sphenomorphus sabanus este o specie de șopârle din genul Sphenomorphus, familia Scincidae, descrisă de Inger 1958. Conform Catalogue of Life specia Sphenomorphus sabanus nu are subspecii cunoscute.